# Matthew Smith (Maler)
Matthew Smith (* 22. Oktober 1879 in Halifax, Yorkshire; † 29. September 1959 in London) war ein englischer Maler, der für seine farbintensiven Stillleben, Akte, Porträts und Landschaften bekannt ist. Sein Werk wird dem Fauvismus und dem Post-Impressionismus zugerechnet.

## Leben
Matthew Smith wurde in eine wohlhabende Familie hineingeboren und sollte ursprünglich im Drahtwarengeschäft seines Vaters arbeiten. Ab 1901 studierte er Design an der Manchester School of Technology und von 1905 bis 1907 an der Slade School of Fine Art in London. 1910 besuchte er für kurze Zeit das Atelier von Henri Matisse in Paris, was seinen Stil nachhaltig beeinflusste. 1912 heiratete Matthew Smith die Künstlerin Gwen Salmond; das Paar hatte zwei Söhne, die beide im Zweiten Weltkrieg fielen. Im Ersten Weltkrieg wurde Smith 1916 eingezogen, schwer verwundet und 1918 zum Leutnant befördert. Nach dem Krieg lebte er hauptsächlich in Frankreich, vor allem in Aix-en-Provence, wo er eine enge Freundschaft mit dem irischen Maler Roderic O’Conor pflegte. Seit etwa 1922 war er mit der Künstlerin Vera Cunningham liiert, die ihm häufig Modell stand.
1940 kehrt Matthew Smith nach London zurück. In den folgenden Jahren entstehen zahlreiche Porträts, unter anderem von Augustus John, Jean Simmons und Roald Dahl. 1949 wird er zum Commander of the Order of the British Empire (CBE) ernannt und 1954 zum Ritter geschlagen.

## Werk
Matthew Smiths Malerei zeichnet sich durch kräftige Farben, einen expressiven Pinselstrich und eine sinnliche, oft üppige Farbgebung aus. Seine frühen Werke, darunter die Fitzroy Street Nudes und die Cornish Landscapes, zeigen Einflüsse von Matisse, Gauguin und den französischen Fauves. Trotz seiner langen Aufenthalte in Frankreich entwickelte er eine eigenständige Bildsprache, die sich durch direkte, farbintensive Kompositionen auszeichnet. Sein Werk gilt als wichtiger Beitrag zur britischen Moderne.